# Let Me Go the Right Way
"Let Me Go the Right Way" is een van de eerste singles uitgebracht door de Amerikaanse meidengroep, The Supremes. Het was een onsuccesvolle single op de poplijst, het haalde namelijk maar net de top 100. Op de R&B lijst werd wel de top 40 gehaald, met als piek #26. Het nummer werd geschreven en geproduceerd door Motown directeur, Berry Gordy.

## Bezetting
- Lead: Diana Ross
- Achtergrondzangeressen: Mary Wilson en Florence Ballard
- Instrumentatie: The Funk Brothers
- Schrijvers: Berry Gordy
- Productie: Berry Gordy